# Малая Основа
Малая Основа — небольшая историческая местность в ныне Новобаварском районе города Харькова между Карповым садом, Новосёловкой и Старой Основой.

## Границы
Исторические границы Малой Основы проходят от Карповского сада на севере до железнодорожной развязки южнее платформы Новоселовка на юге, и от железнодорожной линии на востоке до современной Семинарской улицы на западе.

## Улицы
- Старомалоосновянская улица.